# Grafschaft Nantes
Die Grafschaft Nantes um die Stadt Nantes wurde Mitte des 6. Jahrhunderts von den Bretonen besetzt. Um 750 bemächtigte sich Pippin der Jüngere des Landes und richtete hier eine zerbrechliche Karolinger-Herrschaft ein: Nantes wurde gemeinsam mit der Grafschaft Rennes und der Grafschaft Vannes zur Bretonischen Mark zusammengefasst.
Markgraf Lambert, der Schwiegersohn Kaiser Lothars I., schloss um 820 ein Bündnis mit dem Bretonen Nominoë, das während der Auseinandersetzungen innerhalb der kaiserlichen Familie zerbrach, und Nominoë nach der Plünderung des Unterlaufs der Loire durch die Normannen 843 die Gelegenheit gab, seine Herrschaft hier zu errichten und durch einen Sieg über die Franken 845 auch zu verteidigen.
Nach Nominoe († 851) herrschten dessen Sohn Erispoe († 857) und dessen Vetter Salomon († 874), dann Pasquitan I., Graf von Vannes und Salomons Schwiegersohn. Nach dem Tod Pasquitans 877 verteidigte dessen Bruder Alain I. der Große († 907) die Macht gegenüber den Versuchen Judicaels, des Sohnes von Gurvants, Graf von Rennes, ihn zu verdrängen. Alain schlug ihn 888 in der Schlacht von Questembert und erlangte die Oberhoheit über Berengar von Bayeux, den Schwager Judicaels und neuen Grafen von Rennes, was der Region eine Zeit des Friedens beschert.
Nach der Besetzung des Landes durch die Loire-Normannen 913 gelang es Alains Enkel Alain II. Barbe-torte erst 937, das Land zu befreien, diesmal allerdings endgültig die normannischen Bedrohung zu beenden, zwang den Grafen von Rennes zur Unterwerfung und machte sich dadurch zum Herzog der Bretagne.
Nach seinem Tod 952 brach ein Erbfolgekrieg zwischen seinem ehelichen Sohn Drogo und seinen unehelichen Söhnen Hoël I. und Guérech aus, die sich nacheinander in der Herrschaft abwechselten. Sie konnten aber dem Eingreifen des Grafen Conan I. von Rennes nicht widerstehen, der Nantes 990 eroberte.
Graf Fulko Nerra von Anjou wiederum gelang es 992 in der Schlacht von Conquereuil, Conan von Rennes zu schlagen, der dabei den Tod fand. Fulko besetzte die Hälfte der Grafschaft, die Nachkommen Hoels behielten den Titel und die andere Hälfte, erst unter der Oberhoheit Anjous, ab 995 unter der des Grafen Geoffroy von Rennes, Conans Sohn. Fulko Nerra gab seine Ansprüche auf Nantes erst im Jahr 1029 auf.
Durch eine Hochzeit 1056 ging die Grafschaft an den Grafen Hoel II. von Cornouaille († 1084). Dessen Sohn Alain IV. Fergent, bereits Graf von Cornouaille und Rennes, setzte sich nach dem Tod seines Bruders Mathias 1103 in den Besitz von Nantes. Er verbündete sich mit Heinrich Beauclerk, dem jüngsten Sohn Wilhelms des Eroberers, gegen dessen Bruder Robert Courteouse – und verlor beim Kampf um die Normandie durch dieses Bündnis seine gesamte Unabhängigkeit. Im Frieden von Gisors von 1113 übertrug der französische König Ludwig VI. dem Herzog der Normandie die Oberhoheit über die Bretagne, das dadurch zur Grafschaft herabsank.
Als Conan III., Sohn Alains IV., seinen Sohn Hoel III. wegen Unehelichkeit enterbte, konnte sich Hoel in Nantes festsetzen, bis er 1156 von den Einwohnern der Stadt verjagt wurde. Sie wählten den Ehemann der Konstanze von der Bretagne, der Tochter Conans III., Gottfried von Anjou, Bruder des englischen Königs Heinrich II. zum Grafen; nach dessen Tod wurde die Grafschaft direkt dem englischen König unterstellt, 1203 fand die Grafschaft Nantes dadurch ihr Ende.
Siehe: Liste der Grafen von Nantes